# Justiçamento
Justiçamento, popularmente chamado de justiça com as próprias mãos, é o ato ou efeito de justiçar, de punir com a morte ou linchamento. Motiva o justiçamento o descrédito nas instituições policiais e no judiciário, desconfiança geralmente inflamada por setores da imprensa. A crise de representatividade das instituições públicas é apontada como um dos principais fatores para que a população decida fazer justiça com as próprias mãos. A lacuna deixada pelo Estado leva à sensação de insegurança e medo e faz com que os cidadãos se sintam responsáveis por restabelecer a ordem que julgam estar ameaçada. No entanto, a forma com que isso é feito acaba intensificando o ciclo de violência e descrédito em relação aos órgãos responsáveis pela proteção da comunidade.
A prática de julgamento e eliminação de indivíduos ou grupos considerados traidores é historicamente relacionada a momentos de convulsão social e religiosa, grande instabilidade político-econômica e de revolução. Ocorre em julgamentos feitos por combatentes em regime de exceção, a partir de regras criadas para atingir indivíduos ou grupos de indivíduos considerados traidores da causa ou causadores da ebulição.